# Royaume-Uni au Concours Eurovision de la chanson 1994
Le Royaume-Uni était représenté au Concours Eurovision de la chanson 1994 par la chanteuse Frances Ruffelle avec la chanson "Lonely Symphony (We Will Be Free)". Elle a été choisi dans le cadre d'une sélection interne est la chanson pendant le processus de sélection nationale dans l'émission A Song for Europe et s'est classé dixième à l'Eurovision, recevant 63 points.

## Sélection

### Sélection Artiste
Frances Ruffelle a été désigné par la BBC comme la candidate britannique au Concours Eurovision de la chanson 1994.

### A Song for Europe 1994
Deux chansons ont été présentées lors de chacune de quatre émissions diffusée sur BBC1 entre le 5 et le 12 mars 1994, Les chansons ont également été diffusées dans divers programmes sur BBC Radio 2.
Frances Ruffelle, a interprété huit chansons lors de l'émission A Song for Europe du 18 mars 1994 au BBC Television Centre à Londres, animée par Terry Wogan.
L'émission a été diffusée sur BBC1 et BBC Radio 2 avec les commentaires de Ken Bruce. 
Un panel d'experts a fourni des commentaires sur les chansons pendant le spectacle. Le panel était composé de Richard O'Brien et Jonathan King.
Un télévote a sélectionné la chanson gagnante Lonely Symphony (We Will Be Free), qui a été révélée lors d'une émission distincte diffusée sur BBC1 et animée par Terry Wogan.
| Ordre | Chanson                | Auteur(s) compositeur(s)                 | Télévote | Place |
| ----- | ---------------------- | ---------------------------------------- | -------- | ----- |
| 1     | "Waiting in the Wings" | Tony Moore                               | 36,856   | 3     |
| 2     | "Slowboat"             | Rupert Wates                             | 6,549    | 7     |
| 3     | "I Know These Things"  | Helen Turner, Shirley Kemp               | 6,269    | 8     |
| 4     | "Sink or Swim"         | Linzi Morgan, David Harris, Paul Fishman | 63,417   | 2     |
| 5     | "Wrong Guy"            | Rick Taylor                              | 7,406    | 6     |
| 6     | "One More Night"       | Paul Boross, Mark Holding                | 20,608   | 4     |
| 7     | "His Love"             | Anthony Clarke, Pam Sheyne               | 8,031    | 5     |
| 8     | "Lonely Symphony"      | George De Angelis, Mark Dean             | 99,946   | 1     |

La chanson gagnante a été rebaptisée "Lonely Symphony (We Will Be Free)" et a été publiée par Virgin sur single avec une version étendue incluse et sur des formats simples de vinyle et de cassette standard de 7 pouces, atteignant la 25e place du classement single britannique. La chanson a été renommée à nouveau "We Will Be Free (Lonely Symphony)" pour la finale de l'Eurovision à Dublin. À ce jour, aucune des sept autres chansons du concours de 1994 n'a été officiellement publiée sous quelque format que ce soit.

## À l'Eurovision
Le concours de 1994 s'est déroulé au Point Theatre à Dublin en Irlande, le 30 avril. Frances Ruffelle interprète Lonely Symphony (We Will Be Free) en 6e position, après l'Islande et avant la Croatie. Au terme du vote final, le Royaume-Uni termine 10e sur 25 pays avec 63 points.
Le jury britannique a attribué ses 12 points  à la Pologne.

### Vote
| Score     | Pays                                      |
| --------- | ----------------------------------------- |
| 12 points |                                           |
| 10 points |                                           |
| 8 points  | - Portugal - Suisse                       |
| 7 points  |                                           |
| 6 points  | Croatie                                   |
| 5 points  | - Chypre - Estonie - Russie               |
| 4 points  | - Bosnie-Herzégovine - Allemagne          |
| 3 points  | - Hongrie - Pologne - Slovaquie - Espagne |
| 2 points  | - Pays-Bas - Norvège                      |
| 1 point   | - Autriche - Irlande                      |

| Score     | Pays      |
| --------- | --------- |
| 12 points | Pologne   |
| 10 points | Irlande   |
| 8 points  | Portugal  |
| 7 points  | Allemagne |
| 6 points  | Islande   |
| 5 points  | Russie    |
| 4 points  | Norvège   |
| 3 points  | Autriche  |
| 2 points  | Hongrie   |
| 1 point   | Malte     |